# جسم سباتی
جسم سباتی (به انگلیسی: Carotid body) یک دسته کوچک از حسگرهای شیمیایی و سلول‌های پشتیبان است که نزدیک انشعاب سرخرگ سبات داخلی و سرخرگ سبات بیرونی (که در راستای حلق امتداد دارد) جای گرفته است.
جسم سباتی تغییرات در ترکیب خون داخل سرخرگ را حس می‌کند. این تغییرات اعم از فشار نسبی اکسیژن داخل خون سرخرگی و همچنین، میزان کربن دی‌اکسید و البته پی‌اچ و دما هستند.

## ساختار
جسم سباتی از دو نوع سلول تشکیل شده‌است که به نام سلول‌های گلوموس معروف اند. سلول‌های گلوموس نوع اول، حسگرهای شیمیایی پیرامونی هستند و سلول‌های گلوموس نوع دوم سلولهای پشتیبان و نگهدارنده هستند.
- سلول‌های گلوموس نوع اول از ستیغ عصبی[۳] و در نهایت از برونپوست عصبی مشتق می‌شوند. این سلولهای پیامرسانهای عصبی گوناگونی را آزاد می‌کنند از جمله استیل کولین ATP و دوپامین.
- سلول‌های گلوموس نوع دوم که شبیه به یاخته‌های گلیال هستند نشانگر گلیال S100 را نشان می‌دهند

جسم سباتی پرآوندترین بافت در بدن انسان است. گرچه غده تیروئید نیز بسیار آوند دارد اما تعداد آن به جسم سباتی نمی‌رسد.